# 雍城街道
雍城街道，原为皂角街道，是中华人民共和国四川省德阳市什邡市下辖的一个乡镇级行政单位。2019年12月，撤销元石镇，将其所属行政区域划归皂角街道管辖。2021年5月，将皂角街道更名为雍城街道。将方亭街道鼓楼街社区小花园街中心线以西南、利民社区西顺城街中心线以西南、银杏社区筏子河中心线以西南、阳光社区竹园巷至天山路中心线以西南所属行政区域划归雍城街道管辖。将雍城街道(原皂角街道)白果社区、城东村京什东路南段中心线以西南、双泉社区蓥峰北路中心线以东南、京什东路社区雍城东路中心线以西南所属行政区域划归方亭街道管辖。

## 行政区划
雍城街道下辖以下地区：
场镇社区、鼓林社区、双泉社区、木坊社区、土桥社区、义桥村、城东村、太安村、白果村和农科村。